# Hans Steiner (Zoologe)
Hans Steiner (* 27. Juni 1889 in Barcelona; † 1. Mai 1969 in Lugano, reformiert, heimatberechtigt in Oberstrass) war ein Schweizer Zoologe.

## Leben
Hans Steiner, Sohn des viele Jahre in Spanien tätig gewesenen Kaufmanns Albert Steiner und der Spanierin Jacinta geborene Siedler, widmete sich nach der Matura an der Kantonsschule Zürich, gefolgt von einem Ingenieurstudium am Eidgenössischen Polytechnikum Zürich, ab 1910 einem Studium der Zoologie an der Universität Zürich, das er 1917 mit dem Doktorat bei Arnold Lang abschloss.
Hans Steiner – er war in der Folge als Assistent am zoologischen Institut in Zürich tätig – war Mitinitiant und Mitbegründer des Zoologischen Gartens in Zürich. Von 1925 bis 1929 amtierte Steiner als Präsident der Tiergartengesellschaft in Zürich und 1929 bei Eröffnung des Zoologischen Gartens bis 1932 als dessen erster Direktor.
Im selben Jahr tauschte Steiner seinen Direktorenposten gegen eine Stellung als Privatdozent an der Universität Zürich ein. Im Jahr 1939 erhielt Hans Steiner dort eine außerordentliche Professur für systematische Zoologie, vergleichende Anatomie und Tiergeografie, die er bis 1959 bekleidete. Daneben wirkte er von 1939 bis 1959 als Redakteur der Vierteljahrsschrift der Naturforschenden Gesellschaft in Zürich.
Steiners Forschungsschwerpunkt umfasste die evolutionäre Differenzierung der Wirbeltierextremitäten sowie die Entstehung der Vogelfedern aus Reptilschuppen. Seine Vererbungsstudien am Wellensittich gelten als Standardwerk der klassischen Faktorengenetik.
Hans Steiner war zweimal verheiratet, in erster Ehe 1922 mit Aide geborene Wourlisch sowie in zweiter Ehe 1933 mit Fanny geborene Huber.

## Schriften (Auswahl)
- Das Problem der Diastataxie des Vogelflügels, Dissertation, Universität Zürich, 1917
- Neuere Untersuchungen zur Morphogenese des Brustschulter- apparates und des Extremitätenskelettes der Wirbeltiere, 1923
- Vererbungsstudien am Wellensittich Melopsittaus undulatus (Shaw): Ein kasuistischer Beitrag zum Domestikationsproblem, Artistisches Institut Orell Füssli, 1932